# Segmentectomie pulmonaire
Une segmentectomie pulmonaire est un terme médical désignant l'ablation chirurgicale d’un segment anatomique du poumon. Elle est le plus souvent réalisée pour traiter un cancer bronchique non à petites cellules (carcinome épidermoïde, adénocarcinome, tumeur neuroendocrine). L'intervention peut être réalisée soit par thoracotomie soit par thoracoscopie. Il s'agit d'une résection plus limitée qu'une lobectomie pulmonaire, que l'on propose donc en priorité aux patients à la fonction ventilatoire limite, lorsqu'elle est techniquement possible. L'anesthésie nécessite une intubation sélective, afin de travailler sur un poumon non ventilé. Non seulement l'intervention est techniquement facilitée, mais l'exclusion pulmonaire permet d'éviter le risque d'embolie gazeuse lors de la suture du parenchyme pulmonaire.